# Усакино (Кличевский район)
Усакино (бел. Уса́кіна) — деревня в Кличевском районе Могилёвской области Республики Беларусь. В составе Потокского сельсовета.

## География
Проходят автомобильные дороги Н10614 и Н10626.

### Гидрография
Рядом с деревней протекает река Водоноска.

## История
В 1924—1960 годах центр Усакинского сельсовета.

## Население

### Численность
- 2009 год — 146 жителей

### Динамика
- 2009 год — 146 жителей (перепись населения)[2]

## Достопримечательность
- Мемориальный комплекс «Усокино» (1985)[3]. Архитектор — А. П. Калниньш. Реконструкция мемориала в 2021 году. Расположен в 400 м на северо-восток от деревни.